# Overland Stage Raiders
Overland Stage Raiders è un film del 1938 diretto da George Sherman. Il film fu distribuito in Italia insieme a Red River Range con il titolo unico Cavalca e spara.
È un film western statunitense (ma ambientato nel mondo contemporaneo) con John Wayne, Louise Brooks e Ray Corrigan. Fa parte della serie di 51 film western a basso costo dei Three Mesquiteers, basati sui racconti di William Colt MacDonald e realizzati tra il 1936 e il 1943. Wayne partecipò ad otto di questi film. È l'ultimo film con l'icona del cinema muto Louise Brooks.

## Produzione
Il film, diretto da George Sherman su una sceneggiatura di Luci Ward con il soggetto di Bernard McConville e Edmond Kelso, fu prodotto da William Berke per la Republic Pictures e girato nell'Iverson Ranch a Los Angeles in California nell'agosto del 1938.

## Distribuzione
Il film fu distribuito negli Stati Uniti dal 20 settembre 1938 al cinema dalla Republic Pictures. Fu poi ridistribuito sempre al cinema nel 1953. Ha visto una versione per l'home video, in VHS, nel 1998 distribuita dalla Questar Home Video.
Alcune delle uscite internazionali sono state:
- in Venezuela (Cabalga y dispara)
- in Germania (Gold in den Wolken)